# Костарево (Волгоградська область)
Костарево (рос. Костарево) — село у Камишинському районі Волгоградської області Російської Федерації.
Населення становить 960  осіб. Входить до складу муніципального утворення Костаревське сільське поселення.

## Історія
Село розташоване у межах українського історичного та культурного регіону Жовтий Клин.
Згідно із законом від 5 березня 2005 року № 1022-ОД органом місцевого самоврядування є Костаревське сільське поселення.

## Населення
| 2010 | 2012  | 2013 | 2014 | 2015 | 2016 | 2017 |
| ---- | ----- | ---- | ---- | ---- | ---- | ---- |
| 1011 | ↘1000 | ↘992 | ↘968 | ↘967 | ↗968 | ↘960 |